# Meyer Israel Bresselau
Meyer Israel Bresselau (geboren am 25. April 1785 in Hamburg; gestorben 25. Dezember 1839 ebenda) war ein hamburgischer Notar und führender Vertreter des Israelitischen Tempel-Verbandes in Hamburg.

## Leben und Wirken
In der Franzosenzeit wurde Bresselau 1811 zum Notar bestellt. Nach 1814 war er – wie alle von den Franzosen bestellten Notare – zunächst im Amt geblieben. Der Rat bestellte ihn und seinen Glaubensbruder Abraham Meldola auch mit Verabschiedung der neuen Notariatsordnung am 23. Februar 1816 wieder zum Notar, obwohl er nach dem Abzug der Franzosen als Jude das Bürgerrecht, das nach der neuen Notariatsordnung eigentlich für eine Bestallung zum Notar die Voraussetzung war, verloren hatte. Mit Meldola, der bereits vor der Franzosenzeit 1782 zum kaiserlichen Notar bestellt worden war, bildete er eine Bürogemeinschaft.
Er war Mitglied des Direktoriums des Tempelverbandes, der seit 1818 in Hamburg eine Synagoge mit reformierter Gebetsordnung unterhielt. Er war zusammen mit Seckel Isaak Fränkel Herausgeber des liturgischen Gebetsbuchs für den Tempel, Seder ha Avodah, Hamburg 1819. Gegen die Kritik an diesem Gebetbuch rechtfertigte sich Bresselau in Ueber die Gebete der Israeliten in der Landessprache. Das Gebetbuch nahm frühere Fassungen auf, die unter anderem von Eduard Kley stammten. Die üblichen, den Wiederaufbau des Jerusalemer Tempels anstrebenden Passagen kamen in den Tempelgottesdienstordnungen nicht vor oder wurden durch Umdeutung auf den Deutschen Tempel und die Gerechtigkeit für alle Völker ersetzt.
Sein Werk Ḥerev noqemet něqam běrît entstand als Antwort der Sammlung Elleh Devre ha-Berit, Altona 1819, das die Ansichten wichtiger orthodoxer Rabbiner zur Hamburger Tempelreform zusammenfasste. Bresselaus Antwort umfasst 16 Seiten und ist in gereimter, biblischer Sprache abgefasst und satirischen Charakters.
Bresselau galt als guter Jurist und Kenner der semitischen Sprachen, besonders des Hebräischen. 1824 trat Bresselau mit sechs anderen führenden Mitgliedern des Tempel-Verbandes dem Verein für Cultur und Wissenschaft der Juden bei. Er führte eine gelehrte Korrespondenz mit dessen Gründer Leopold Zunz und besaß eine Sammlung von Hebraica. Er verfasste eine Übersetzung der Sprüche Ben Sirachs aus dem Syrischen ins Hebräische. Sie befand sich 1925 als Manuskript in der Stadtbibliothek.

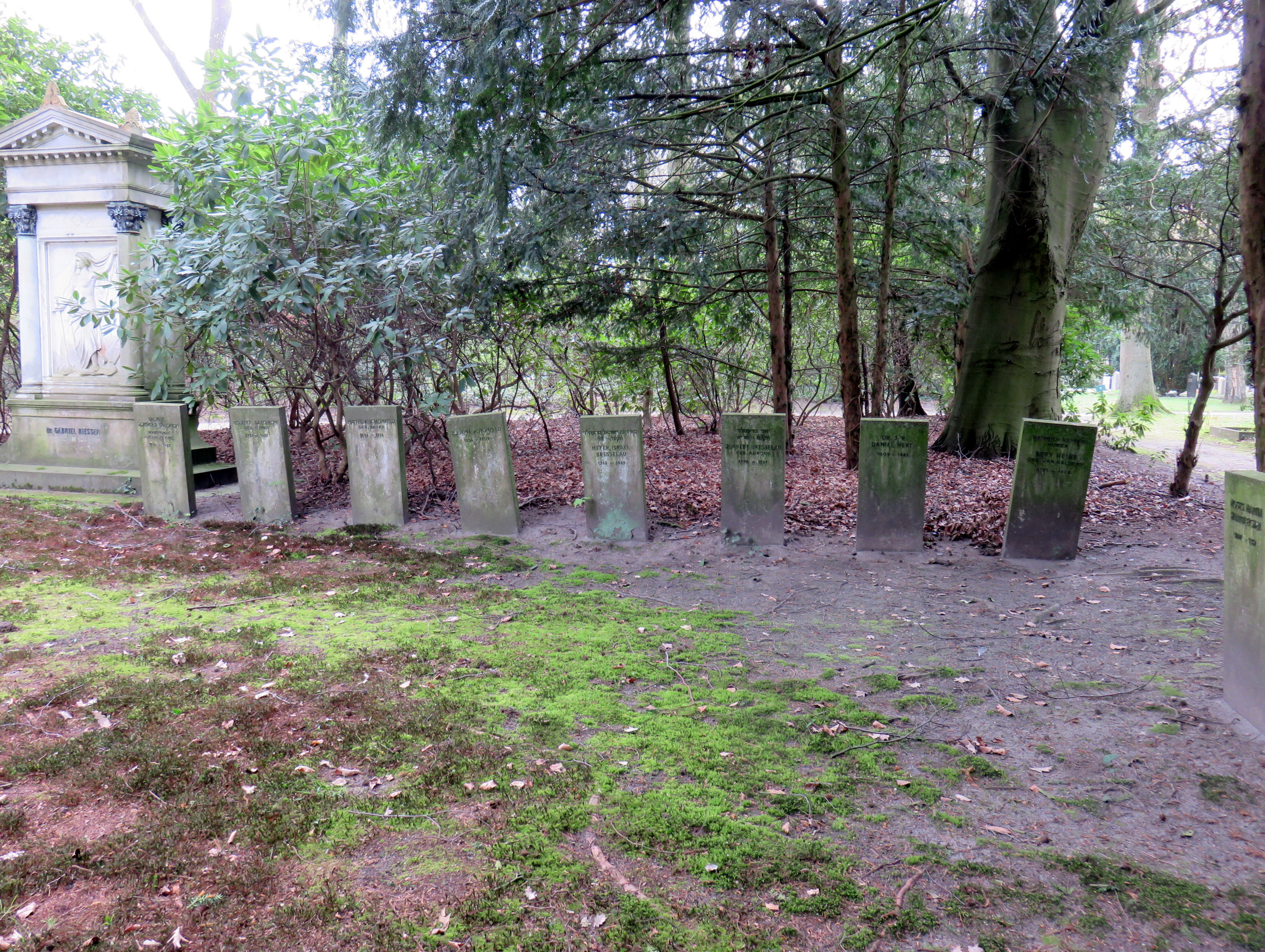
Gedenkstein Meyer Israel Bresselau (4. von rechts),
Jüdischer Friedhof Ilandkoppel

Seinen notariellen Nachlass übergab die Notarkammer Anfang 1840 dem Amtskollegen Eduard Schramm, der mit Bresselaus Witwe die kommenden zehn Jahre die Einnahmen der Mandate teilte, die sich aus der Nachlassübernahme ergaben. Da es nach Bresselaus Tod keinen jüdischen Notar mehr gab, aber das Obergericht die Forderung der Jüdischen Gemeinde, einen Notar zu bestellen, der mit jüdischen Gebräuchen, Ritualen und Rechten vertraut sei, für „beachtenswerth und daher billig“ erachtete, beantragte es beim Rat, dass die Notariatsordnung so gelockert werden solle, „daß auch ein Mitglied der hiesigen deutsch israelitischen Gemeinde zum Notariate admissibile oder doch wenigstens zu einer der Notariatsstellen wählbar sey“. Da der Rat die Notwendigkeit eines jüdischen Notars ebenfalls anerkannte, leitete er die Änderung der Notariatsordnung in die Wege, und am 25. September 1840 konnte Gabriel Riesser nach bestandener Notariatsprüfung vom Obergericht als Notar zugelassen werden.
In der Ehrenanlage im Bereich „Grindelfriedhof“ auf dem Jüdischen Friedhof Ohlsdorf (Ilandkoppel) wird mit einem Gedenkstein an Meyer Israel Bresselau erinnert.

## Werke
- Ḥerev noqemet něqam běrît. Dessau 1819.
- Ueber die Gebete der Israeliten in der Landessprache, aus den Quellen des Talmuds und der spätern Gesetzlehrer erörtert. 1819.
- Mit S.J. Fränkel: Ordnung der öffentlichen Andacht für die Sabbath- und Festtage des ganzen Jahres, nach dem Gebrauche des Neuen-Tempel-Vereins in Hamburg. Hamburg 1819.